# Savannah Guthrie

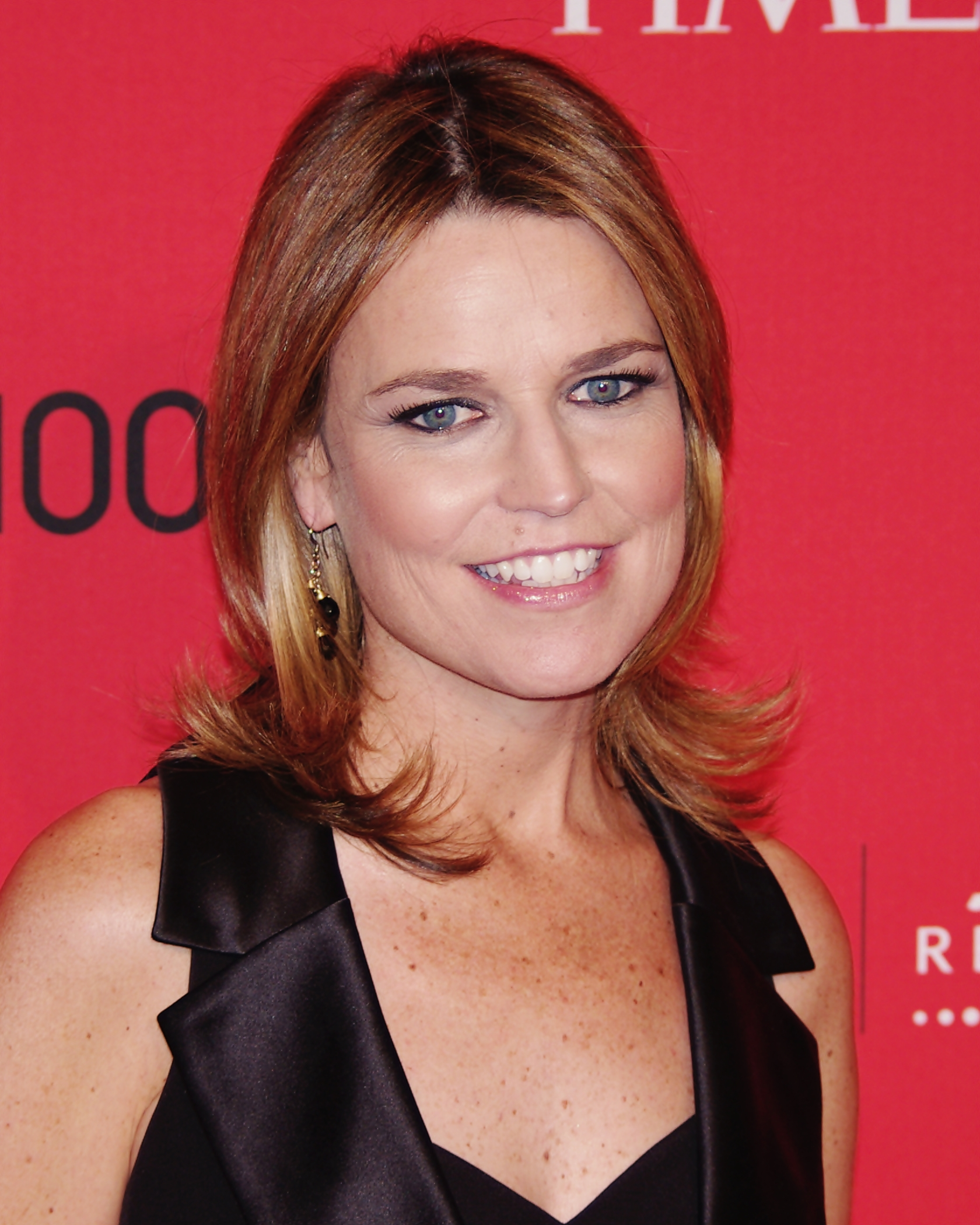
Savannah Guthrie (2012)

Savannah Guthrie (* 27. Dezember 1971 in Melbourne, Australien als Savannah Clark Guthrie) ist eine US-amerikanische Journalistin und Fernsehmoderatorin. Sie ist Moderatorin der Today Show. Zuvor war sie Korrespondentin für die größte amerikanische Sendeanstalt NBC.

## Leben und Tätigkeit
Guthrie wurde in Melbourne, Australien geboren, wo ihr Vater beruflich tätig war. Im Alter von zwei Jahren zog sie mit ihrer Familie in die USA und ist in Tucson in Arizona aufgewachsen. Nach dem Besuch der Amphitheater High School studierte Guthrie Rechtswissenschaften an der University of Arizona. Ihr Abschlussexamen legte sie als landesbeste Kandidatin in Arizona ab. Ihren Doctor Juris absolvierte Guthrie mit dem Prädikat Magna cum laude am Georgetown University Law Center. Anschließend arbeitete sie in verschiedenen Anwaltskanzleien wie „Akin Gump Strauss Hauer & Feld“ um schließlich als Berichterstatterin bei dem Sparten-Sender Court TV anzuheuern. Für Court TV berichtete Guthrie regelmäßig über von der Öffentlichkeit besonders beachtete Gerichtsverfahren.
Im September 2007 erhielt Guthrie eine Stellung in der Nachrichtenabteilung von NBC, einer der drei großen amerikanischen Fernsehanstalten. Für diese berichtete sie zunächst als Korrespondentin über Prozesse und Justizangelegenheiten wie das Anhörungsverfahren anlässlich der Nominierung von Samuel Alito als Richter für den United States Supreme Court oder den Michael-Jackson-Prozess. Im Dezember 2008 wurde Guthrie zusammen mit Chuck Todd zur ständigen Korrespondentin ihres Senders im Weißen Haus ernannt. In dieser Funktion tritt sie regelmäßig als Reporterin in den NBC-Nachrichten sowie in Sendungen des 24/7-Nachrichtensenders MSNBC, einem Kabelableger von NBC auf. Für MSNBC übernimmt Guthrie außerdem gelegentlich die Gastmoderation von Sendungen wie Way to Early mit Willie Geist oder Andrea Mitchell Reports, wenn die regulären Moderatoren dieser Sendungen ausfallen.
Von Januar 2010 bis Juni 2011 moderierte Guthrie zudem zusammen mit Chuck Todd die werktäglich von 9.00 bis 10.00 Uhr Eastern Time im Vormittagsprogramm von MSNBC ausgestrahlte Sendung The Daily Rundown, die eine Mischung aus den aktuellen politischen Nachrichten sowie Interviews und Diskussionsrunden mit Gästen, aufgelockert durch Boulevard-Elemente, präsentiert.
Von Juni 2011 an moderierte sie als Co-Moderatorin die dritte Stunde der bekannten Today Show auf NBC. Im Juli 2012 wurde sie Hauptmoderatorin der Show, sie ersetzte dabei Ann Curry.
Im Oktober 2020 sorgte ihre Moderation des „Town hall“-Gespräches mit US-Präsident Donald Trump für landesweites und internationales Aufsehen.